# 周防ツカサ
周防ツカサ（すおう ツカサ、1981年5月8日 - ）は、日本の小説家・ライトノベル作家。長崎県出身・在住。
2005年3月に「インサイド・ワールド」にて第5回電撃hp短編小説賞（大賞）を受賞し、同年10月に同作品にて電撃文庫（メディアワークス）よりデビューした。
YouTubeチャンネル・漫画エンジェルネコオカの一部動画で脚本を担当、漫画「偏差値30ギャルとガリ勉陰キャな俺。～学年トップの俺がギャルを優等生に変えてみた～」の原作となった。

## 作品リスト
- インサイド・ワールド (2005年10月、電撃文庫)
- ユメ視る猫とカノジョの行方 (2006年1月、電撃文庫)
- ラキア (2006年6月 - 2006年9月、電撃文庫)
- BITTER×SWEET BLOOD (2007年5月 - 2007年11月、電撃文庫)
- らでぃかる☆ぷりんせす! (2009年1月 - 2009年8月、電撃文庫)
- ギャルゲーマスター椎名 (2010年4月 - 2011年5月、電撃文庫)
- レトロゲームマスター渋沢 (2011年8月 - 2012年5月、電撃文庫)
- 完璧なレベル99など存在しない (2012年11月 - 2014年3月、電撃文庫)
- ラストダンジョンへようこそ (2014年8月 - 2015年5月、電撃文庫)
- 俺氏、異世界学園で『女子トイレの神』になる。 (2016年1月、電撃文庫)
- くりかえす桜の下で君と (2016年11月、メディアワークス文庫)
- いすみ写真館の想い出ポートレイト (2017年9月、メディアワークス文庫)